# Пол Мара
Пол Мара (англ. Paul Mara; народився 7 вересня 1979 у м. Ріджвуд, Нью-Джерсі, США) — американський хокеїст, захисник.  
Виступав за «Садбері Вулвз» (ОХЛ), «Плімут Вейлерс» (ОХЛ), «Тампа-Бей Лайтнінг», «Детройт Вайперс», «Фінікс Койотс», «Ганновер Скорпіонс», «Бостон Брюїнс», «Нью-Йорк Рейнджерс», «Анагайм Дакс», «Монреаль Канадієнс».
У складі національної збірної США учасник чемпіонату світу 2004. У складі молодіжної збірної США учасник чемпіонатів світу 1997, 1998 і 1999.
Досягнення
- Бронзовий призер чемпіонату світу (2004)
- Володар Кубка Вікторії (2008).